# La Asunción, Palenque
La Asunción är en ort i Mexiko.   Den ligger i kommunen Palenque och delstaten Chiapas, i den sydöstra delen av landet, 800 km öster om huvudstaden Mexico City. La Asunción ligger 179 meter över havet och antalet invånare är 129.
Terrängen runt La Asunción är kuperad åt nordväst, men åt sydost är den platt. Runt La Asunción är det ganska glesbefolkat, med 34 invånare per kvadratkilometer. Närmaste större samhälle är Cristóbal Colón, 11,2 km söder om La Asunción. I omgivningarna runt La Asunción växer i huvudsak städsegrön lövskog.